# Yves Winkin
Yves Winkin, né en 1953, est un enseignant-chercheur belge spécialisé dans les sciences de l'information et de la communication. Il est connu pour avoir introduit dans le monde francophone plusieurs courants d’idées des sciences humaines et sociales américaines qu’il intègre dans une « anthropologie de la communication ». Il introduit également le concept d'« enchantement » dans les sciences sociales, il étudie le comportement des piétons dans les espaces urbains et analyse l'œuvre d'Erving Goffman en relation avec sa vie. Il s'intéresse également à l'organisation et l'accueil des publics dans les musées.
Yves Winkin a été professeur à l’Université de Liège, puis à l’École normale supérieure de Lyon et enfin au Conservatoire national des arts et métiers de Paris. Il est directeur délégué à la culture scientifique et technique, directeur du musée des Arts et Métiers de janvier 2015 à janvier 2019.

## Formation
Yves Winkin reçoit une formation à l'Université de Liège en philosophie (1972-1974) et en communication (1974-1976). Il obtient un Master of Arts in Communication à l’Annenberg School for Communication de l’Université de Pennsylvanie (1979). Lors de ce séjour, il côtoie Erving Goffman. En 1982, il reçoit un doctorat en « Information et Arts de diffusion » de l’Université de Liège pour une thèse intitulée : La communication : de l’interaction à l’institution. Approche ethnographique d’une Maison internationale d’étudiants aux États-Unis.

## Carrière
Durant les années 1980-1990, Yves Winkin travaille à l’Université de Liège où il a enseigné l’anthropologie de la communication et créé un « Laboratoire d’anthropologie de la communication ».
Nommé professeur des universités en France en 1999, il rejoint l’École normale supérieure de Lyon la même année. Il est directeur adjoint chargé de la recherche et des relations internationales à l'ENS Fontenay St Cloud de 2007 à 2010,. Il est directeur de l’Institut français de l’Éducation,, une composante de l’École Normale Supérieure de Lyon issue de l’Institut national de recherche pédagogique, entre 2011 et 2012. À l’ENS de Lyon, il crée une Équipe d’accueil, « Communication, Culture et Société ».
En 2014, il rejoint le Conservatoire national des arts et métiers. Il y est professeur ainsi que directeur du musée, mais il démissionne de cette 2e fonction en décembre 2018.
Entre 2008 et 2018, il enseigne à l’Université de Liège comme professeur extraordinaire avant de devenir émérite.
Par ailleurs, il enseigne sur invitation dans différentes universités telles que l’Université du Wisconsin-Parkside dans le cadre du programme Fulbright, l’Université du Québec à Montréal l’EHESS (à l'invitation de Pierre Bourdieu) ou encore à l’Université de Californie à Berkeley.

## Sujets de recherche

### L'anthropologie de la communication
Yves Winkin contribue à l'élaboration d'une « anthropologie de la communication » et rédige des articles pour l'Encyclopædia Universalis. Dans La Nouvelle Communication, il propose une métaphore éclairante sur ces types de communication, dans le contraste entre l’ancienne communication « télégraphique » de la transmission des signaux entre émetteur et récepteur et la nouvelle communication « orchestrale ». L’ancienne communication, dite télégraphique, est celle qui suit le « paradigme de Laswell » : « qui dit quoi, par quel canal, à qui et avec quel effet ? ». Dans la « nouvelle communication », « Winkin substitue la communication de type « orchestral », c'est-à-dire une communication dans laquelle tous les acteurs participent et sont impliqués. Comme dans un orchestre, chacun joue sa partition et s'accorde avec les autres pour créer un ensemble. Dans cette situation, tout compte (le verbal comme le non-verbal) pour assurer la communication ».

### Erving Goffman
Yves Winkin se consacre depuis le début des années 1980 à reconstituer la trajectoire intellectuelle et sociale du sociologue américain Erving Goffman. Il a séjourné dans tous les lieux qui ont compté dans la vie de Goffman, de sa ville natale aux campus des universités de Chicago, Berkeley et Pennsylvania. Il s’est rendu sur deux de ses trois grands terrains : l’île de Unst et l’hôpital St.Elizabeths à Washington, (les casinos de Las Vegas et de Reno où Goffman a réalisé son troisième grand terrain se sont avérés impossibles à identifier). Il s’est entretenu en tête à tête avec une centaine d’amis, de collègues, de connaissances de Goffman. Il en a résulté un livre en 1988 (Les Moments et leurs hommes), un livre avec Wendy Leeds-Hurwitz en 2013 (Erving Goffman: A Critical Introduction to Media and Communication Theory), ainsi que de nombreux articles. En 2022, pour célébrer le centenaire de la naissance de Goffman et le quarantenaire de sa mort, il publie D'Erving à Goffman. Une œuvre performée ?, Ses travaux sur Goffman ont intéressé les chercheurs, notamment aux États-Unis (il a préfacé l'édition anglophone de la thèse de Goffman) et en Amérique latine,.
La sociologue Sherri Cavan (en) est en désaccord avec Winkin quant à la classe sociale à laquelle la famille d'Erving Goffman appartenait ainsi que sur la laïcité ou non de son foyer.

### L'enchantement
Yves Winkin travaille également à construire une « anthropologie de l’enchantement ». Par enchantement, il entend l’emboîtement d’un dispositif et d’une disposition résultant en une « suspension volontaire de l’incrédulité », selon la formule du poète anglais William Coleridge (1817). Le « dispositif », c’est tout lieu qui accueille des participants qui viennent avec une certaine « disposition ». L’exemple le plus frappant, c’est Disneyland. D’un côté une énorme machinerie, gérée par des « ingénieurs de l’enchantement » ; de l’autre, des visiteurs, qui sont prêts à se laisser immerger.
Cette approche de l’enchantement s’est révélée opératoire dans des domaines aussi différents que les interactions avec les dauphins, la marche urbaine, le tourisme,  ou encore l’apprentissage de l’informatique par les enfants. Un colloque au Centre culturel international de Cerisy-la-salle en juillet 2021 a comparé les méthodes autour du concept, avec la participation active de Winkin.

### La marche urbaine
Le plus souvent en collaboration avec Sonia Lavadinho, Yves Winkin a proposé une série de textes programmatiques sur l’avenir de la marche urbaine dans des revues comme Urbanisme, des actes de colloque ou dans un livre à destination des agences d’urbanisme.
« Conscients de l'enjeu environnemental que représente aujourd’hui la « prise de pouvoir » de la marche à pied sur les autres modes de locomotion, ils réfléchissent aux moyens et conditions à mettre en œuvre pour inciter le citadin à la marche et renforcer la place du piéton en ville. L’intérêt de leur proposition réside dans le lien qu’ils donnent à penser entre la dimension symbolique des aménagements urbains ou privés et la marche elle-même.[...] En renforçant chez le piéton un sentiment d’égalité vis-à-vis des autres véhicules partageant l’espace public urbain, ils lui permettraient également d’accroître son emprise sur la ville et de « reprendre […] une place historiquement première ». La prise en compte de cette dimension symbolique de la marche en ville, et un intérêt accru porté à la manière dont les piétons marchent quotidiennement dans l’espace public urbain, pourraient alors, sinon compenser, du moins infléchir des partis pris parfois très lourds faits en matière d’urbanisme et d’aménagement de l’espace »
.

### Les musées
Dans Réinventer les musées ? paru en 2020 chez MkF éditions, Yves Winkin rappelle qu'en apparence tout va bien : il n’y a jamais eu autant de musées en France et jamais autant de monde dans les musées. Mais le succès de quelques grands musées ne cache-t-il pas une réalité plus complexe ? En France, il existe une grande hétérogénéité de petits musées qui sont uniquement fréquentés par des groupes scolaires ou du troisième âge, des musées sans moyens dont l'animation ne repose que sur leurs collections. En repartant des résultats de la mission du Ministère de la Culture « Musées du XXIe siècle », Yves Winkin propose au lecteur de prolonger cette réflexion en l'enrichissant de son expérience d'anthropologue de la communication et de directeur de musée,,. Il participe notamment à remettre en lumière le modèle prometteur des écomusées. « Pour Yves Winkin, la réinvention des musées passe par la création d’un effet d’enchantement. D’après sa pensée, les musées devraient offrir un équilibre entre récit historique et poésie et ainsi attirer davantage les visiteurs. Il faudrait décloisonner les musées, les rendre plus inclusifs et invitants ».

## Publications

### Ouvrages
- Yves Winkin (dir.), La nouvelle communication, Éditions du Seuil, 1981 (ISBN 202005860X, présentation en ligne)
  - Yves Winkin (dir.), La nouvelle communication, Éditions du Seuil, 2000 (ISBN 2-02-042784-2 et 978-2-02-042784-5, OCLC 45534060) - nouvelle édition avec postface écrite en 2000
- Yves Winkin et Philippe Dubois, Rhetoriques du corps, De Boeck-Wesmael, 1988 (ISBN 2-8041-1020-6 et 978-2-8041-1020-8, OCLC 299411478)
- Yves Winkin, Bateson, premier état d'un héritage : [colloque du Centre culturel international de Cerisy, juin 1984], Seuil, impr. 1988 (ISBN 2-02-010040-1 et 978-2-02-010040-3, OCLC 489586207)
- Erving Goffman, Les moments et leurs hommes. Textes recueillis et présentés par Yves Winkin, Seuil/Minuit, 1988 ; Points, 2016  (ISBN 978-2-7578-5855-4 et 2-7578-5855-6) (OCLC 946607179)
- Yves Winkin et Pascal Durand, Marché éditorial et démarches d'écrivains. Un état des lieux et des forces de l'édition littéraire en Communauté française de Belgique, Bruxelles, Éditions du Ministère de la culture, 1996.
- Yves Winkin, Anthropologie de la communication : de la théorie au terrain, 2001 (ISBN 978-2-02-040284-2 et 2-02-040284-X, OCLC 46865724)
- Yves Winkin, La communication n'est pas une marchandise. Résister à l'agenda de Bologne, Bruxelles, Éditions Labor & Éditions Espace de libertés, 2003 (ISBN 978-2804018207, présentation en ligne)
- Yves Winkin, Éric Barchechath et Rossela Magli, Comment l’informatique vient aux enfants. Pour une approche anthropologique des usages de l’ordinateur à l'école, Paris, Éditions des archives contemporaines, 2006.
- Yves Winkin et Sonia Lavadinho, Vers une marche plaisir en ville: boîte à outils pour augmenter le bonheur de marcher, Lyon, Editions du CERTU (Centre d'études sur les réseaux, les transports, l'urbanisme et les constructions publiques), 2012.
- Yves Winkin et Wendy Leeds-Hurwitz, Erving Goffman: A critical introduction to media and communication theory, New York, Peter Lang, 2013.
- Philippe Dubois, Pascal Durand et Yves Winkin, Le symbolique et le social: La réception internationale de la pensée de Pierre Bourdieu, Presses universitaires de Liège, 2015 (ISBN 978-2-87562-072-9 et 978-2-8218-9639-0, DOI 10.4000/books.pulg.2445, lire en ligne)
- Yves Winkin, Ré-inventer les musées? : suivi d'un dialogue avec Milad Doueihi sur le musée numérique, MkF, 2020 (ISBN 979-10-92305-60-9, OCLC 1155808647)
- Yves Winkin, D'Erving à Goffman : [une œuvre performée ?], MkF, copyright 2022 (ISBN 979-10-92305-89-0, OCLC 1350349523).

## Distinctions
Il a reçu un doctorat honoris causa de l’Université du Québec à Trois-Rivières en 2022.